# Pierre Martin Barien
Pierre Martin Barien est un homme politique français né le 5 mars 1757 à Bourgneuf et mort le 2 mai 1844 à Nantes.

## Biographie
Procureur impérial à Paimbœuf sous le premier Empire, il est élu député de la Loire-Inférieure à la Chambre des Cent-Jours le 13 mai 1815. Le 29 février 1936, il est nommé chevalier de la Légion d'honneur.

## Sources
- « Pierre Martin Barien », dans Adolphe Robert et Gaston Cougny, Dictionnaire des parlementaires français, Edgar Bourloton, 1889-1891 [détail de l’édition]